# Janesville (Minnesota)
Janesville es una ciudad ubicada en el condado de Waseca en el estado estadounidense de Minnesota. En el Censo de 2010 tenía una población de 2256 habitantes y una densidad poblacional de 498,6 personas por km².

## Geografía
Janesville se encuentra ubicada en las coordenadas 44°7′17″N 93°42′46″O / 44.12139, -93.71278. Según la Oficina del Censo de los Estados Unidos, Janesville tiene una superficie total de 4.52 km², de la cual 4.52 km² corresponden a tierra firme y (0.11%) 0.01 km² es agua.

## Demografía
Según el censo de 2010, había 2256 personas residiendo en Janesville. La densidad de población era de 498,6 hab./km². De los 2256 habitantes, Janesville estaba compuesto por el 98.01% blancos, el 0.44% eran afroamericanos, el 0.27% eran amerindios, el 0.18% eran asiáticos, el 0.04% eran isleños del Pacífico, el 0.31% eran de otras razas y el 0.75% pertenecían a dos o más razas. Del total de la población el 1.29% eran hispanos o latinos de cualquier raza.